# Julipopa persimilis
Julipopa persimilis är en insektsart som beskrevs av Rauno E. Linnavuori 1956. Julipopa persimilis ingår i släktet Julipopa och familjen dvärgstritar. Inga underarter finns listade i Catalogue of Life.